# I'm Sorry (bài hát của Brenda Lee)
"I'm Sorry" là một bản hit năm 1960 của ca sĩ khi đó mới 15 tuổi người Mỹ Brenda Lee. Nó đạt vị trí số 1 trên bảng xếp hạng Billboard Hot 100 vào tháng 7 năm 1960. Bài hát được sáng tác bởi Dub Allbritten và Ronnie Self. Tại Vương quốc Anh, bài hát dừng chân ở hạng 12.
Theo Billboard Book of Number One Hits của Fred Bronson, Brenda Lee thu âm ca khúc vào đầu năm 1960 nhưng hãng đĩa của cô, Decca Records, không muốn phát hành nó quá sớm vì lo ngại rằng một cô gái 15 tuổi sẽ không đủ chín chắn để hát về một tình yêu không được hồi đáp. Bài hát được chọn làm mặt B của đĩa đơn "That's All You Gotta Do". Mặc dù "That's All You Gotta Do" cũng gặt hái một số thành công, đạt vị trí thứ 6 trên Hot 100, nhưng "I'm Sorry" còn làm được nhiều hơn thế với vị trí quán quân.
"I'm Sorry" đã được hát lại bởi nhiều nghệ sĩ, cũng như xuất hiện làm nhạc nền cho nhiều sản phẩm quảng cáo.